# Le Château solitaire dans le miroir (film)
Pour plus de détails, voir Fiche technique et Distribution.
Le Château solitaire dans le miroir (かがみの孤城, Kagami no kojō) est un film japonais réalisé par Keiichi Hara, sorti en 2022. C'est l'adaptation du roman du même nom de Mizuki Tsujimura publié en 2017.

## Synopsis
Kokoro, collégienne harcelée, ne veut plus retourner au collège et passe ses journées à la maison. Un jour le miroir de sa chambre se met à briller, Kokoro le traverse et arrive dans un château magique avec six autres collégiens de son âge. Une fillette au masque de loup leur propose un jeu : ils ont une année pour trouver une clé cachée dans le château, clé qui permet d'exaucer un vœu.

## Fiche technique
Sauf indication contraire, les informations mentionnées dans cette section peuvent être confirmées par la base de données cinématographiques IMDb,  présente dans la section « Liens externes ».
- Titre original : かがみの孤城, Kagami no kojō
- Titre français : Le Château solitaire dans le miroir
- Réalisation : Keiichi Hara
- Scénario : Miho Maruo d'après le roman de Mizuki Tsujimura
- Direction artistique : Hiromichi Itō
- Montage : Shigeru Nishiyama
- Musique : Harumi Fūki
- Société de production : A-1 Pictures
- Pays d'origine : Japon
- Format : couleurs - Dolby Digital
- Genre : animation, aventure, drame, fantastique
- Durée : 116 minutes
- Dates de sortie :
  - Japon : 23 décembre 2022
  - France et Belgique  : 6 septembre 2023

## Distribution

### Voix originales
- Ami Tōma : Kokoro
- Kumiko Asō : mère de Kokoro
- Shingo Fujimori : Ita Sensei
- Rihito Itagaki : Subaru
- Yûki Kaji : Ureshino
- Sakura Kiryu : Aki
- Takumi Kitamura : Rion
- Aoi Miyazaki : Kitajima-sensei
- Minami Takayama : Masamune

### Voix françaises
- Karl-Line Heller : Kokoro
- Lily Fabry : la reine Louve
- Brice Montagne : Subaru
- Mathieu Dupire : Ureshino
- Magaly Teixeira : Aki
- Lisa-Rose Argento : Fuka
- Rémi Caillebot : Rion
- Tiphaine Devezin : Mme Kitajima
- Sofiane Fischer : Masamune
- Laalia Pépin : Sanada
- Lola Ledran : Moe
- Swann Birkenstock : M. Ida
- Claire Cahen : Mme Anzai

## Sortie

### Accueil critique
En France, le site Allociné propose une moyenne de 3,5⁄5, fondée sur 18 critiques de presse.
Pour Arnaud Hallet des Inrockuptibles, « Le film est ainsi particulièrement harmonieux et raffiné, et s'écoule doucement au rythme des enfants, qui se découvrent peu à peu. [...] La beauté du film tient dans cette veine naturaliste qui, petit à petit, explose ses coutures pour laisser jaillir une avalanche de révélations. ».
Pour Le Figaro, « Le scénario de Keiichi Hara est un peu emmêlé par endroits. [...] On pardonne au film ses quelques défauts. On se prend d'amour pour les personnages et le dénouement, doux-amer, nous arrache quelques larmes.. ».

## Thèmes
Le thème principal de l'œuvre est celui du harcèlement scolaire.

## Distinction
- Festival international du film d'animation d'Annecy 2023 : sélection en compétition